# Tello (Huila)

Tello est une municipalité située dans le département de Huila, en Colombie.